# Engoulevent moustac
Eurostopodus mystacalis
Espèce
Synonymes
- Caprimulgus mystacalis Temminck, 1826
(protonyme)

Statut de conservation UICN

 LC  : Préoccupation mineure
L'Engoulevent moustac (Eurostopodus mystacalis) est une espèce d'oiseaux de la famille des Caprimulgidae.

## Répartition
Cet oiseau vit à travers l'est de l'Australie.

### Taxinomie
Jusqu'aux travaux de Cleere (2010) et Dutson (2011), Eurostopodus mystacalis était constituée de trois sous-espèces et était aussi connue comme l'Engoulevent moustac. Suivant les recommandations de ces deux études, le Congrès ornithologique international, dans sa classification de référence (version 3.4, 2013), donne à chacune de ces trois sous-espèces le statut d'espèce à part entière. Le taxon original est donc divisé en E. mystacalis, Eurostopodus exul et Eurostopodus nigripennis.